# Área salvaje Dome
El área salvaje Dome es un área salvaje de los Estados Unidos creada por el Congreso en 1980 y situada en Nuevo México. El área silvestre presenta aproximadamente 5200 acres (2100 ha). El área limita con la Selva Bandelier, en el monumento Nacional Bandelier.
El área salvaje Dome es de fácil acceso desde Los Álamos, Nuevo México, por caminos pavimentados y de grava. Hay varios senderos que se extienden hacia el monumento nacional. El área silvestre tiene muchos sitios prehistóricos.
Debido a que un incendio destruyó gran parte del área salvaje Dome en 1996, el paisaje austero destaca en contraste con otras partes del bosque. El punto más alto en el área salvaje se encuentra cerca de la cúpula de San Pedro.
Es gestionada por el Servicio Forestal de los Estados Unidos.